# Blah Blah Blah (canción de Armin van Buuren)
«Blah Blah Blah» es una canción realizada por el DJ y productor neerlandés Armin van Buuren. Fue lanzado el 18 de mayo de 2018 por el sello Armada Music y Armind, como el primer sencillo principal de su segundo Ep Blah Blah Blah y también perteneciendo a su séptimo álbum de estudio Balance.
Actualmente el video de «Blah Blah Blah» en Youtube; cuenta  con más de 683 millones de reproducciones.
Forma parte del documental autobiográfico This Is Me en 2022.

## Lista de canciones

### Versión Original
- Descarga digital

1. "Blah Blah Blah" – 3:04

- Descarga digital – extended mix

1. "Blah Blah Blah" (extended mix) – 6:06

- Descarga digital – Bonus Track

1. "Blah Blah Blah" (A cappella) – 1:30
2. "Blah Blah Blah" (Edition Remix) -

### Remixes
- Descarga digital – extended mix[9]

1. "Blah Blah Blah" (Bassjackers Extended Remix) – 4:18
2. "Blah Blah Blah" (Alyx Ander Extended Remix) – 4:44
3. "Blah Blah Blah" (Brennan Heart & Toneshifterz Extended Remix) – 4:44
4. "Blah Blah Blah" (Kid Comet Extended Remix) – 3:10
5. "Blah Blah Blah" (Zany Extended Remix) – 4:20
6. "Blah Blah Blah" (Tru Concept Extended Remix) – 3:29

## Posicionamiento en listas y certificaciones

### Gráficos semanales
| Gráfico (2018)                              | Punto posición |
| ------------------------------------------- | -------------- |
| Austria (Ö3 Austria Top 40)                 | 15             |
| Bélgica (Flandes) (Ultratop 50)             | 19             |
| Bélgica (Valonia) (Ultratip Bubbling Under) | 3              |
| Czechdigital                                | 14             |
| Denmark (Tracklisten)                       | 25             |
| Francia (SNEP)                              | 25             |
| Alemania (Media Control AG)                 | 11             |
| Hungría (Dance Top 40)                      | 1              |
| Hungarysingle                               | 9              |
| Hungarystream                               | 16             |
| Países Bajos (Dutch Top 40)                 | 31             |
| Países Bajos (Mega Single Top 100)          | 35             |
| Polonia (Polish Airplay Top 100)            | 46             |
| Romania (Airplay 100)                       | 68             |
| Slovakdigital                               | 10             |
| Suecia (Sverigetopplistan)                  | 25             |
| Suiza (Schweizer Hitparade)                 | 44             |
| Billboard Dance Electronic                  | 31             |

### Gráficos de fin de año
| Gráfico (2018)                   | Punto posición |
| -------------------------------- | -------------- |
| Austria (Ö3 Austria Top 40)      | 58             |
| Belgium (Ultratop Flanders)      | 87             |
| Germany (Official German Charts) | 53             |